# Майкъл Шенкер Груп
„Майкъл Шенкер Груп“ (на английски: Michael Schenker Group), е хардрок група, сформирана през 1979 година от бившия китарист на „Скорпиънс“ и „Ю Еф Оу“ Майкъл Шенкер. От 1986 до 1992 групата е известна като „Маколи Шенкер Груп“, защото Шенкер не желае да раздели начина на изписване наполовина с вокалиста Робин Маколи.
Стилът най-добре се описва като мелодичен хардрок с прогресивен полутон. Шенкер е известен със своята наполовина черна и наполовина бяла китара Gibson Flying V. Той е спонсориран от Dean Guitars и е добре познат в нео-класически стил.

## Дискография

### Албуми
- The Michael Schenker Group (1980)
- MSG (1981)
- Assault Attack (1982)
- Built to Destroy (1983)
- Written in the Sand (1996)
- The Unforgiven (1999)
- Be Aware of Scorpions (2001)
- Arachnophobiac (2003)
- Heavy Hitters (2005)
- Tales of Rock 'n' Roll (2006)
- In the Midst of Beauty (2008)

### Албуми записани на живо
- One Night at Budokan (1982) (UK: Silver)
- Rock Will Never Die (1984)
- BBC Radio 1 Live in Concert (1993)
- The Michael Schenker Story Live (1997)
- The Unforgiven World Tour (1999)
- The Mad Axeman Live (2007)
- Walk the Stage: The Official Bootleg Box Set (2009)
- The 30th Anniversary Concert - Live In Tokyo (2010)